# 질란디아 요새 공방전
질란디아 요새 공방전(정체자: 정성공공대지역(鄭成功攻台之役); 문자 그대로 "정성공의 타이완 공략을 뜻한다.")는 1661년에서 1662년 사이에 벌어졌으며, 네덜란드 동인도 회사의 타이완 지배를 종결시키고 동녕국(東寧王國;Kingdom of Tungning's)이 타이완 섬의 지배권을 확립하기 시작했다. 타이완의 학자 루 치엔 정(Lu Chien-jung)은 이 사건을 "향후 4백년간 타이완의 운명을 결정지은" 사건으로 묘사하고 있다".

## 서막

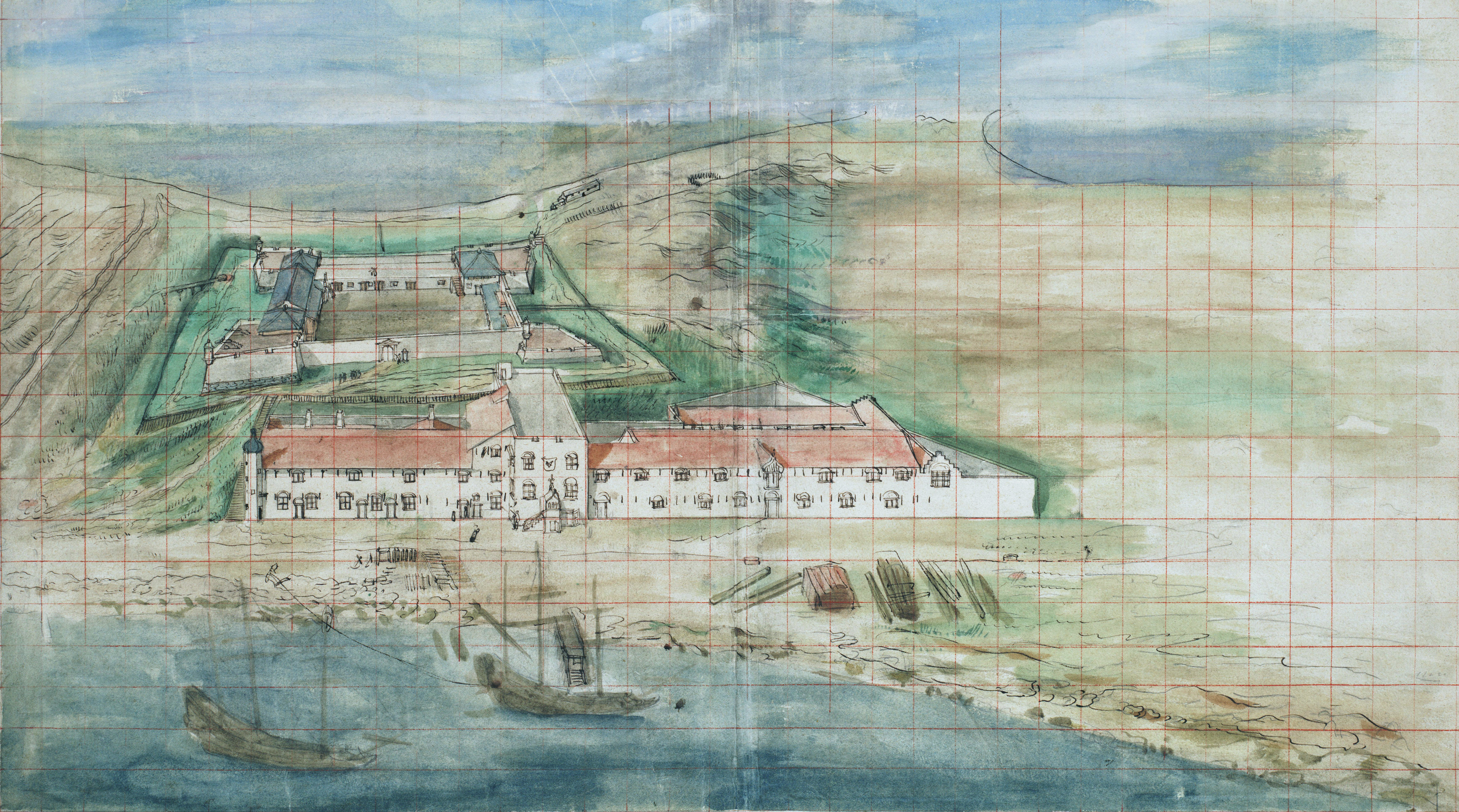
네덜란드 헤이그 국립 고문서 보관소에 있는 1635년 질란디아 요새의 그림.

1659년 난징에 대한 공략이 실패한 이후에 명황실에 충성하는 무리들의 지도자였던 정성공은 청황실이 이미 중국에서 확고한 위치를 차지하고 있다고 느꼈고, 이에 따라 그의 군대에 더 많은 보급품과 인력이 필요하게 되었다. 정성공은 자신이 거점으로 삼을 만한 곳을 찾아다니기 시작했고, 타이완의 네덜란드 동인도 회사에서 일하던 하빈(何斌)이라는 중국인이 샤먼(厦门)에 위치한 정성공의 거점으로 도망쳐 타이완의 지도를 정성공에게 바쳤다. 네덜란드는 오늘날 타이난 시로 불리는 타이욘(大員)에 1632년 거점을 세웠으며, 이 거점은 두 개의 요새로 이루어져 있었다. 그 중 하나가 질란디아 요새였으며, 타이욘 만의 입구 부근에 자리하고 있었고, 네덜란드 인들의 주된 정착지이기도 했다. 두 번째는 프로빈티아 요새(Fort Provintia)로 만에 위치해 있었으며, 상대적으로 덜 중요하고 규모도 작았다. 동인도 회사에서 파견된 타이완의 총독 프레데릭 코예트(Frederick Coyett)는 1,800명의 병력과 함께 질란디아 요새에 머무르고 있었다. 코예트의 하급자 발렌틴(Valentyn)은 프로빈티아 요새를 방어할 책임을 맡고 있었으며, 이 곳의 수비병은 500명 정도였다.

## 공성전

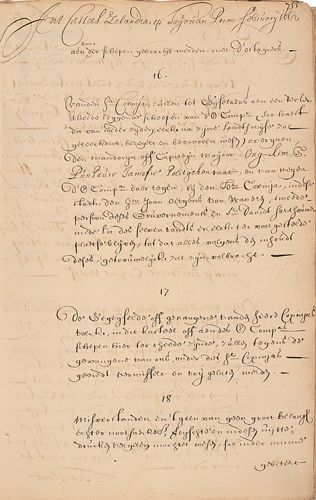
정성공과 네덜란드 지배자 사이에서 맺어진 1662년 평화 조약.

정성공과 그의 함대는 1661년 3월 23일 진먼(金門)의 항구에서 출항하였다. 그의 함대는 수백 대의 정크와 다양한 크기의 많은 선박들로 구성되어 있었으며, 이 배들에는 약 25,000명의 병사들과 선원들이 탑승하고 있었다. 그들은 출항한 다음날 페스카도레스(Pescadores 펑후군도澎湖群島)에 도착하고, 이곳에 수비병을 남겨둔 채 3월 30일 항해를 재개했다. 함대는 타이욘에 4월 2일 도착하였고, 얕은 물길을 통해 네덜란드 군에게 들키지 않고 지나쳐서 타이욘 만의 루얼먼(鹿耳門)에 상륙할 수 있었다. 돌격부대는 즉각적으로 프로빈티아 요새를 공격했다. 발렌틴은 거의 대비를 안 하고 있었는데 왜냐하면 프로빈티아 요새는 질란디아 요새에 의해 보호되고 있다고 생각하고 있었던 것으로 보인다. 엄청난 수의 적군에 압도된 발렌틴은 4월 4일 요새를 넘겨준다. 프로빈티아 요새를 함락한 지 삼일 후 정성공의 군대는 질란디아를 공격하고, 수비병의 항복을 요구한다. 그러나 코예트는 정성공의 최후통첩을 거부하고, 동인도 회사의 지역 거점인 자카르타(Jakarta)에 구원병을 요청한다. 정성공의 함대는 강력한 포격을 시작했고, 육상군은 요새를 강습하였지만, 상당한 피해를 입고 격퇴되었다. 정성공은 전술을 바꿔 포위 공성전을 시작했다.
5월 28일 질란디아 요새가 포위되었다는 소식이 자카르타에 도착했고, 동인도 회사는 요새를 구원하기 위해 10척의 함선과 700명의 수병을 구원병으로 보내기로 했다. 함대는 7월 5일 도착했으며, 이미 도착해서 요새를 공격하고 있던 정성공의 함대에 비하면 작은 규모였다. 7월 23일 요새의 포위를 돌파하려는 네덜란드 함대와 질란디아 요새를 계속 포위하고자 하는 정성공 함대 간에 전투가 벌어졌다. 짧은 교전 후에 네덜란드 함대는 두 척의 함선이 침몰당하고 3척의 소형선이 나포된 채 퇴각해야만 했다. 네덜란드군은 10월 다시 포위를 풀려하였으나, 이번에도 공성군에게 격퇴당해야만 했다. 이 승리와 성내의 독일 용병들이 탈주함에 따라 사기가 저하되고 있다는 소식과 함께 정성공으로 하여금 11월의 최종 공격을 착수할 것을 결심하게 하였다. 1662년 1월 12일 정성공의 함대는 다시 포격을 개시하였고, 육상부대는 요새에 대한 돌격을 준비하였다. 보급물자가 점점 감소하고, 구원병의 소식도 요원하자, 코예트는 결국 백기를 걸라는 명령을 내리고 항복 교섭을 시작했다. 항복은 2월 1일 이루어졌으며, 남은 네덜란드 동인도 회사 사람들은 2월 17일 퇴거했다. 퇴거하는 동인도 회사 사람들은 모두 가까운 네덜란드 거류지에 도착할 때까지 충분한 식량뿐만 아니라 개인적인 소지품들을 가지고 떠나는 것도 허락되었다.

## 영향

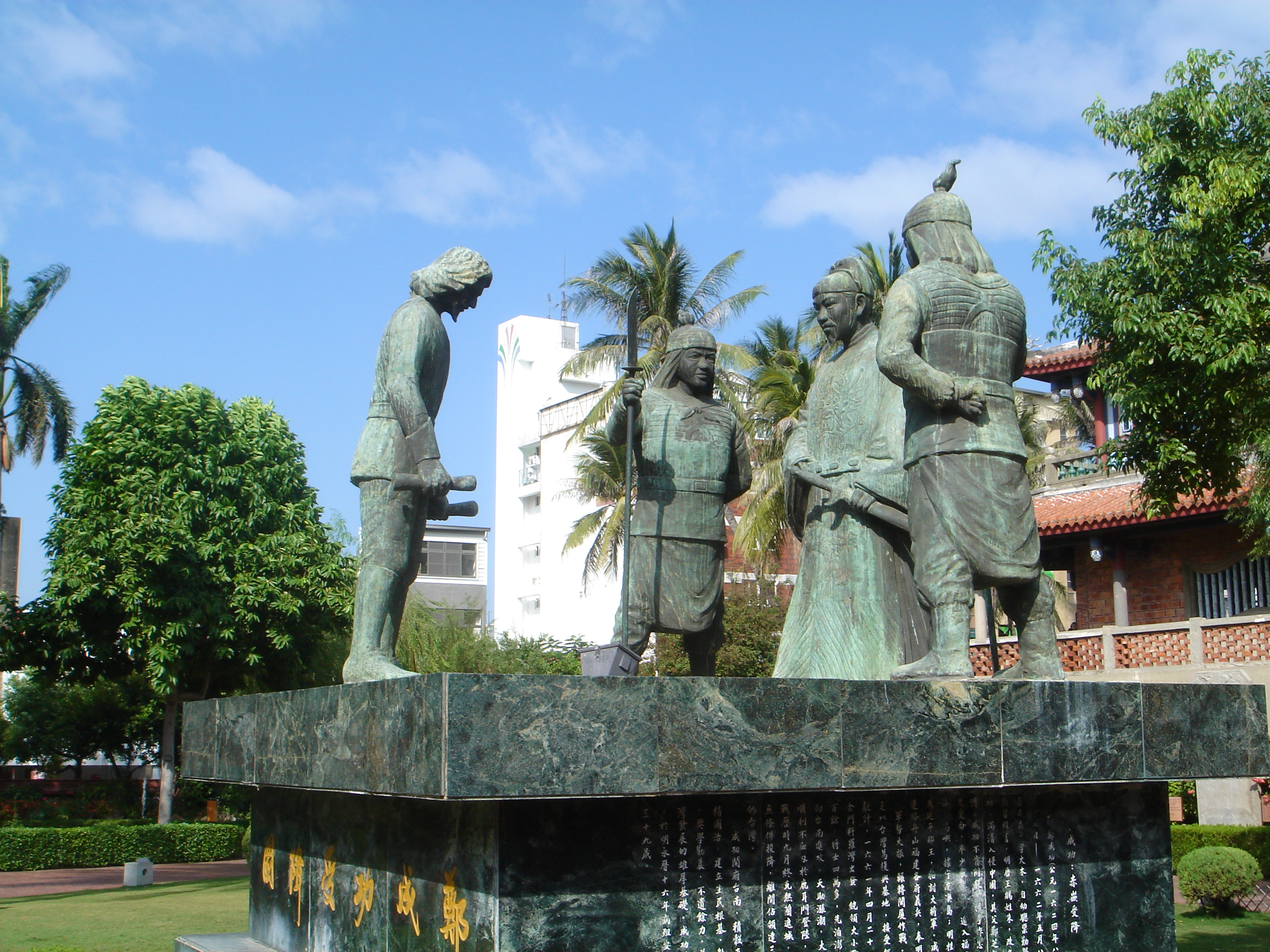
이전 프로빈티아 요새가 세워진 장소였던 친칸 타워 앞에 있는 네덜란드 사절과 정성공의 동상.

자카르타에 도착한 후에, 코예트는 요새를 넘겨준 것에 대해 문책당하고 반다 섬(Banda Islands)으로 추방되었다. 코예트는 그의 친구들과 친척들의 강력한 로비가 있은 후에 결국 풀려날 수 있었다. 그는 나중에 잊혀진 포르모사(Neglected Formosa 네덜란드어: 't Verwaerloosde Formosa)라는 책을 1675년에 출간했다. 이 책은 타이완에서의 그의 행동을 변호하고, 그의 지원요청을 무시한 동인도 회사를 비난하고 있다.
타이욘의 거점을 잃은 후에 네덜란드 동인도 회사는 이를 탈환하기 위해 노력하고, 심지어 정성공의 함대와 결전을 벌이기 위해 청나라와 연합을 구성하기도 했다. 네덜란드 청 연합군은 타이완 북부의 지룽(基隆)을 점령했으나, 청나라 함대가 정성공의 배테랑 수군의 손에 의해 비참한 패배를 당했기 때문에 병참문제로 지룽에서 물러나야만 했다.

## 문화적 영향
이 전투는 영화 정성공 1661(鄭成功1661)에 묘사되었으며, 네덜란드에 대한 정성공의 승리로 종결된다. 이 영화의 영어명은 Sino-Dutch War 1661이다.

## 같이 보기
- 정성공
- 네덜란드 동인도 회사
- 동녕국

1. ↑  Jonathan Manthorpe, Forbidden Nation: A History of Taiwan (New York: Palgrave MacMillan, 2005) p. 65
2. ↑  盧建榮, 1999, 入侵台灣:烽火家國四百年 台北: 麥田出版
3. ↑  “Kung Fu Cinema”. 2007년 12월 20일에 원본 문서에서 보존된 문서. 2008년 9월 21일에 확인함.